# Jean Daguerre
Pour les articles homonymes, voir Daguerre.
Pas d'image ? Cliquez ici

a Compétitions nationales et continentales officielles uniquement.

b Matchs officiels uniquement.
Jean Daguerre, né le 12 septembre 1907 à Saint-Pierre et mort le 25 juin 1987 à Bayonne, est un joueur international français de rugby à XV et de rugby à XIII évoluant au poste de demi d'ouverture dans les années 1930.

## Biographie
Jean Daguerre est formé au sein du club du Biarritz olympique avant de rejoindre la capitale et le club du CASG Paris. C'est sous le maillot de ce dernier qu'il y obtient son unique sélection en équipe de France contre l'Allemagne le 26 mars 1933. Au cours de la saison 1937-1938, il change de code de rugby et signe pour Paris XIII. Ce dernier ne repartant pas pour la saison 1938-1939, il rejoint Cavaillon XIII.
Son petit frère Francis Daguerre, également joueur de rugby à XV, est international français et capitaine dans les années 1930 du Biarritz olympique.

## Palmarès
- 1 Sélection en équipe de France en 1933.